# استان اوتارادیت

نقشهٔ تایلند و جایگاه استان اوتارادیت.

استان اوتارادیت  یکی از استانهای کشور تایلند است. مساحت آن ۷۸۰۰ کیلومترمربع می‌باشد. جمعیت این استان در سال ۲۰۰۰ بالغ بر ۴۶۰۰۰۰ نفر برآورد شده است.
استان اوتارادیت از نظر تقسیمات کشوری بخشی از ناحیه شمال تایلند به حساب می‌آید. مرکز این استان شهر اوتارادیت است.

## نگارخانه

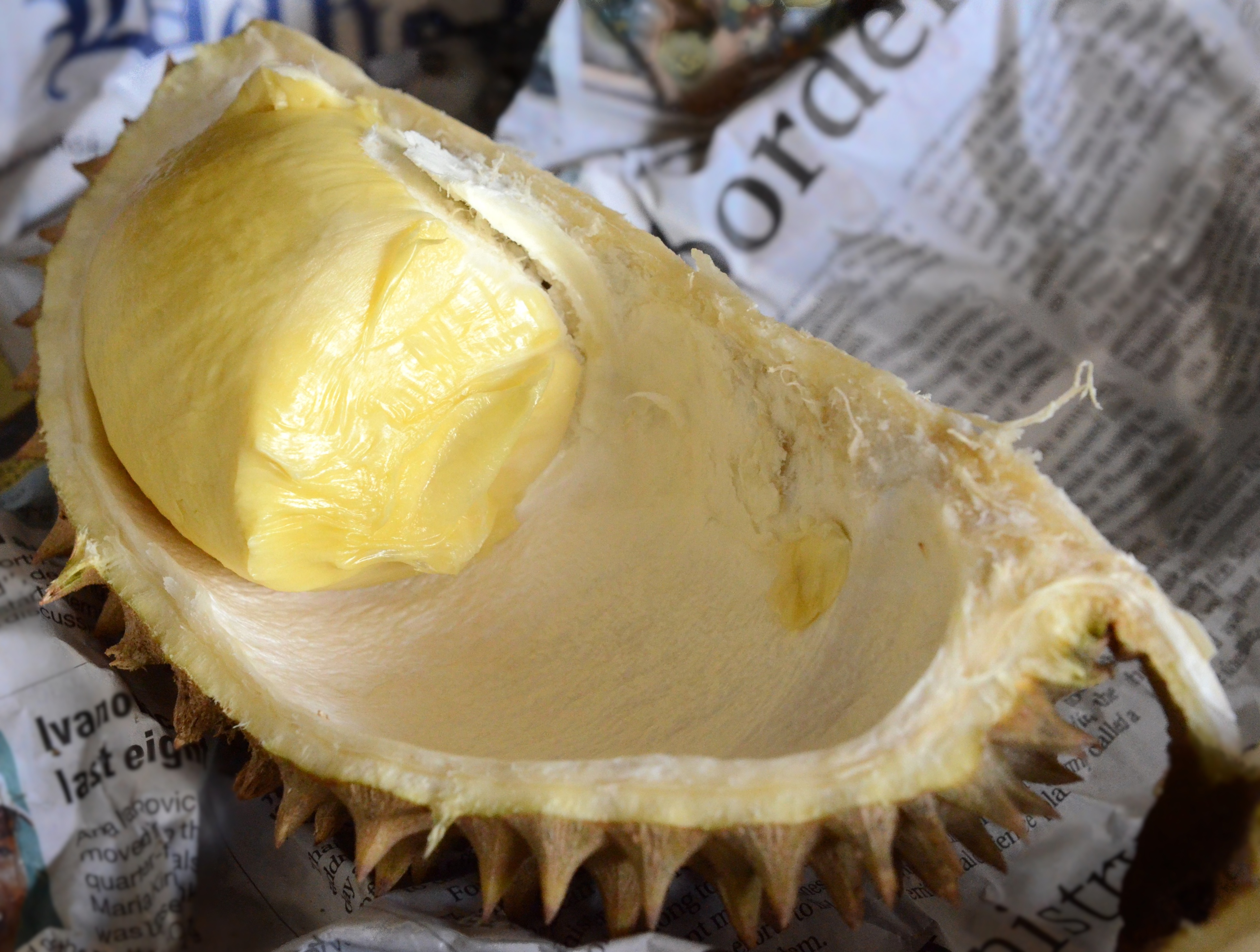
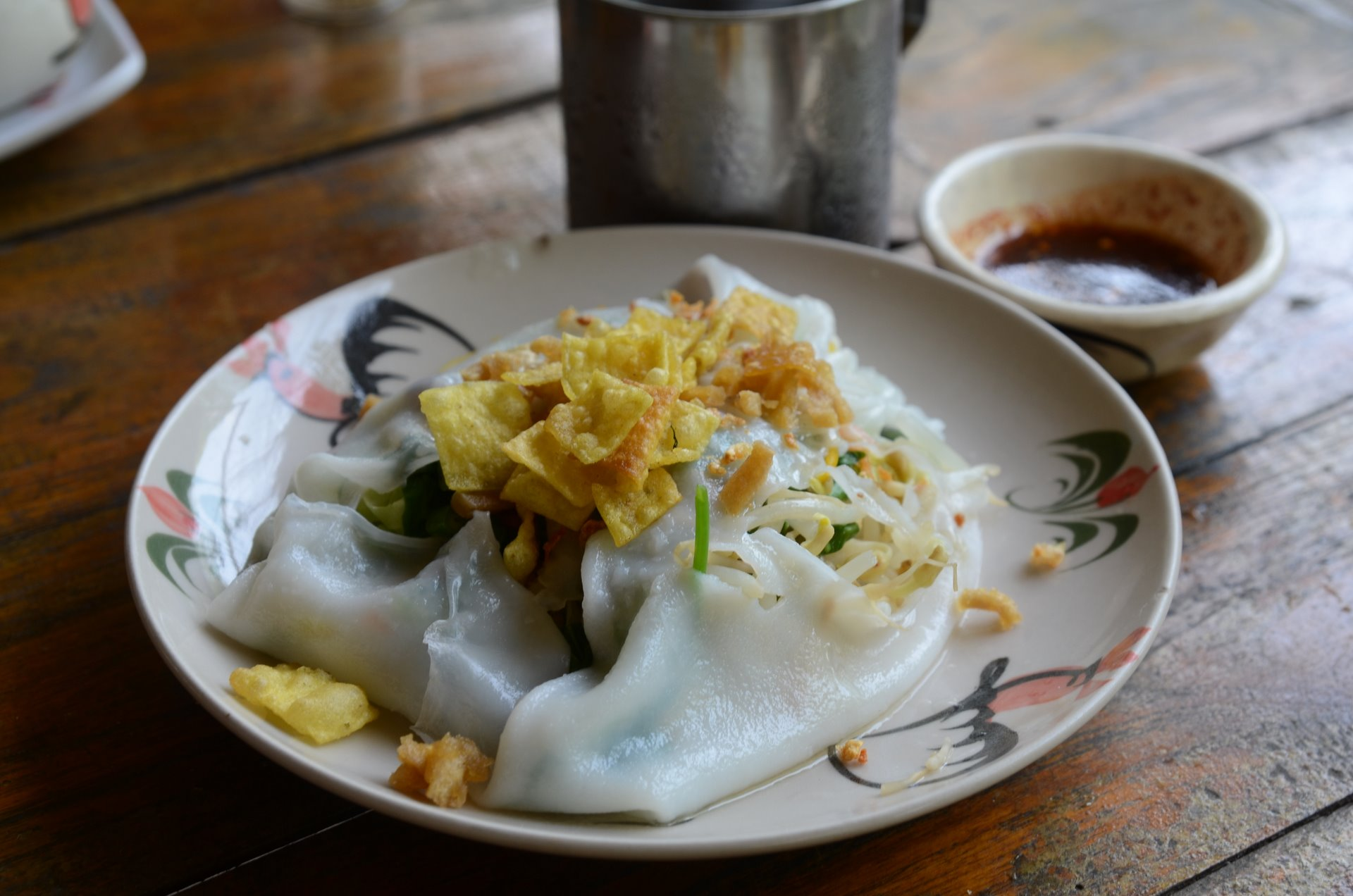
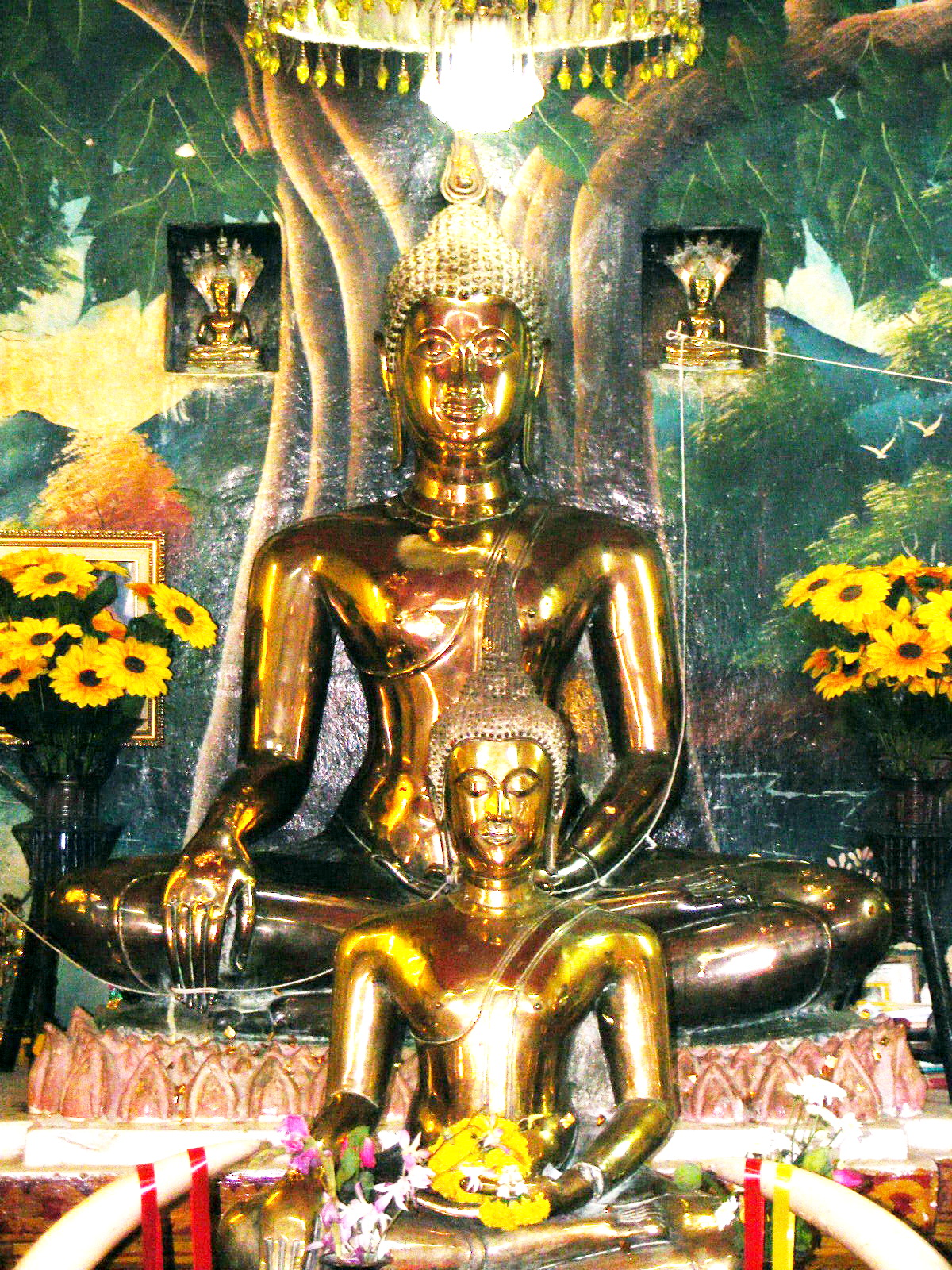
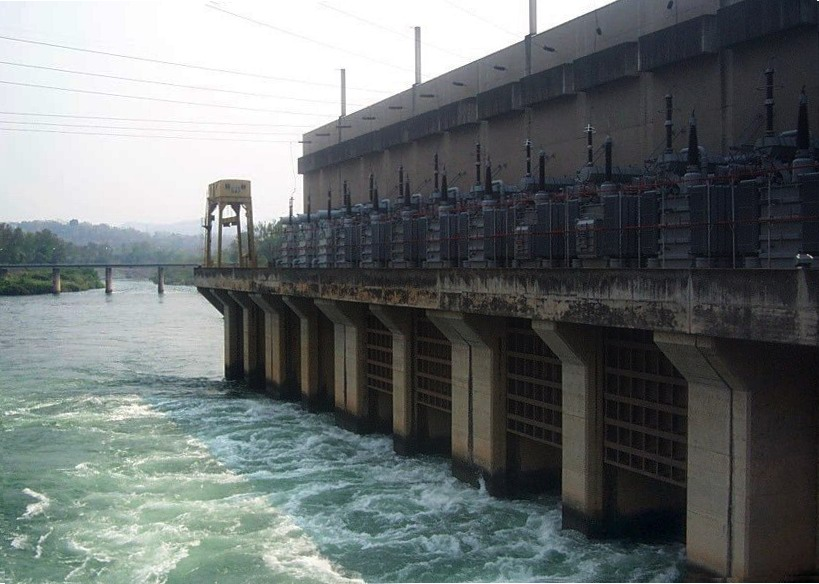
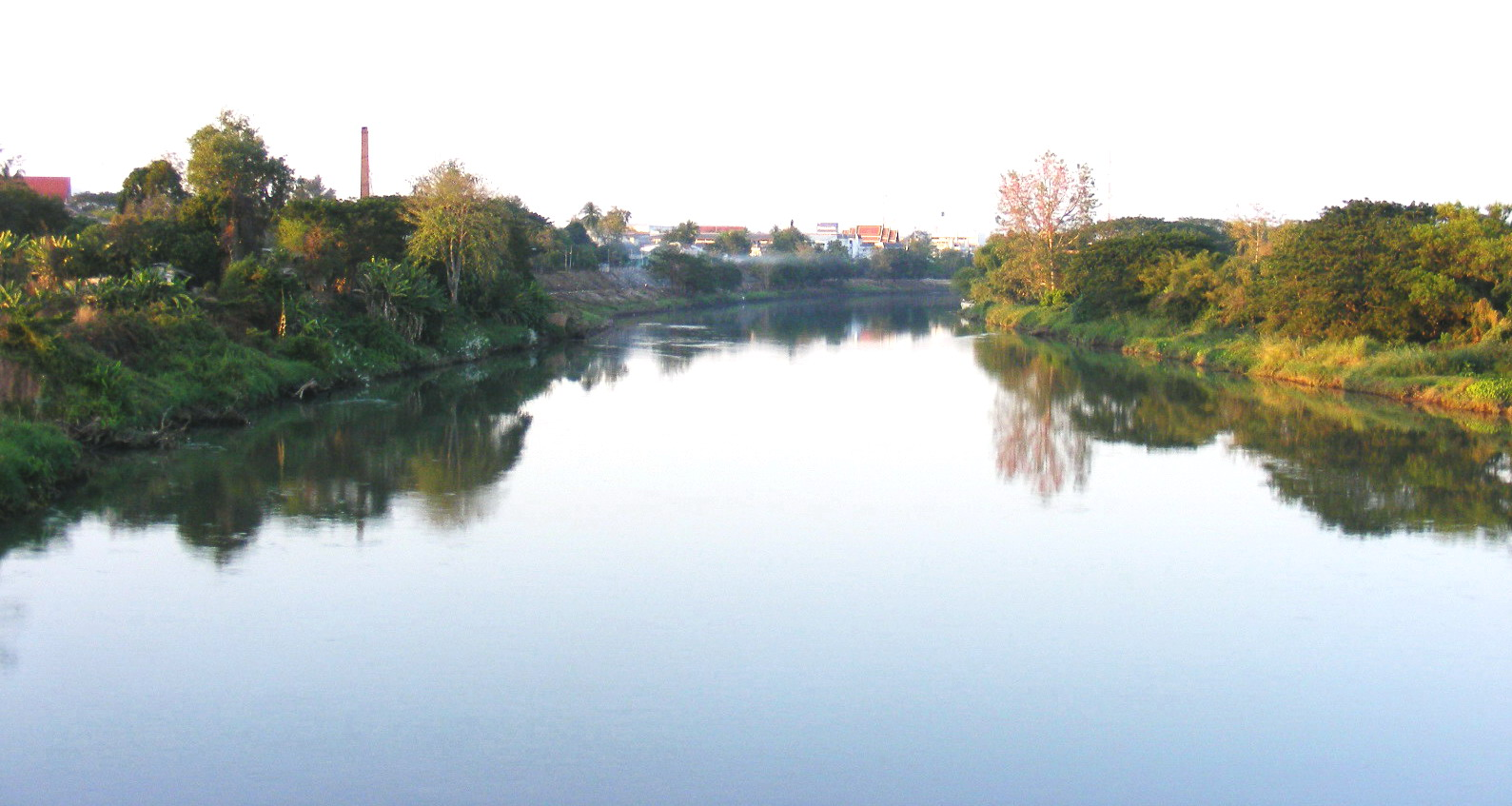
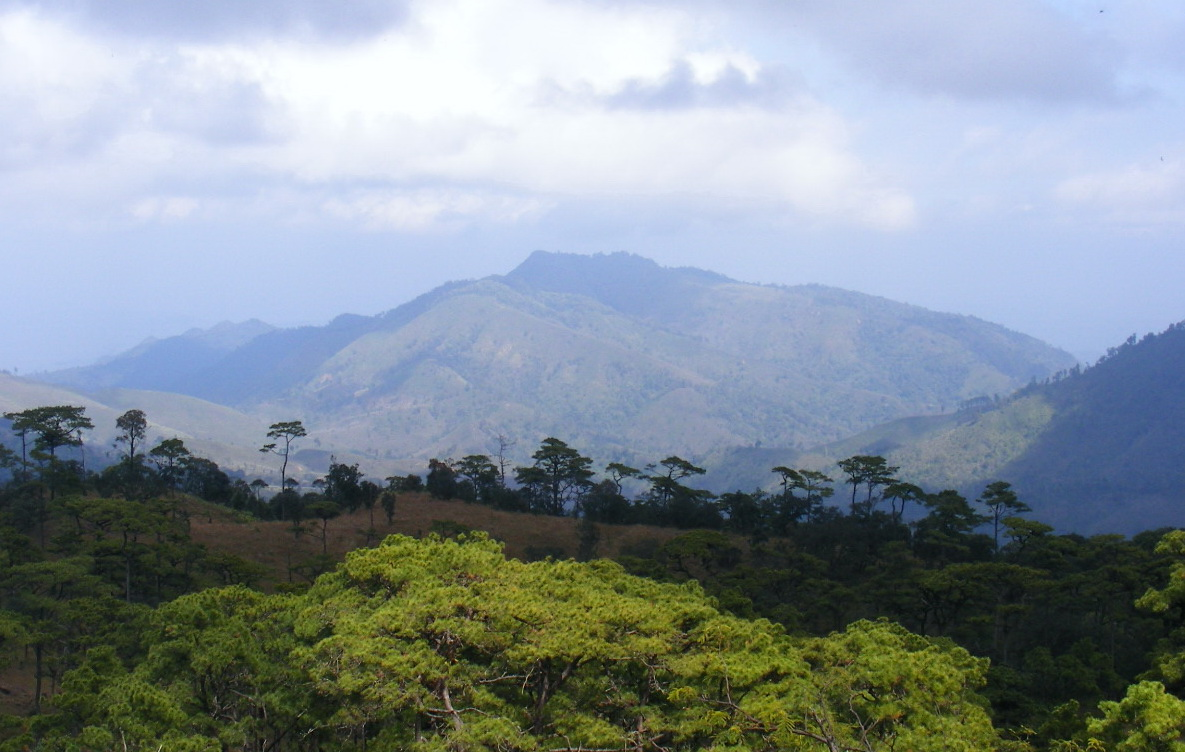